# Binnert Philip de Beaufort (1852-1898)
Jhr. Binnert Philip de Beaufort (Utrecht, 7 december 1852 - Oosterbeek, landgoed Mariëndaal, 16 april 1898) is burgemeester van Baarn en Eemnes en daarna van Den Haag geweest.
De Beaufort was de vierde zoon van jonkheer mr. Pieter de Beaufort (1807-1876) en jonkvrouw Catharina van Eysinga (1817-1857). Hij trouwde in Arnhem op 4 maart 1880 met Alida Cornelia van Eck (1857-1907).
Op 23 juli 1885 werd hij burgemeester van Baarn en Eemnes, zodat hij naar landgoed Peking in Baarn verhuisde, waar hun tweede zoon Pieter Paul (1886-1953), in de voetsporen van zijn vader getreden, en hun dochter Agathe Henriëtte Maria (1890-1982), schrijfster van romans, reisverhalen en biografieën), werden geboren.
Tijdens zijn burgemeesterschap werd het inwonertal van de twee gemeenten meer dan 5.000, zodat Eemnes in juli 1895 een eigen burgemeester kreeg. De Beaufort bleef burgemeester van Baarn, totdat hij in 1897 opgevolgd werd door F.F. baron d'Aulnis de Bourouill. 

De Beaufort werd in 1897 burgemeester van Den Haag, vervolgens tevens kamerheer in buitengewone dienst van koningin Emma en daarna kamerjonker van koningin Wilhelmina.

Hij is begraven op Oud-Leusden.

## Trivia
Over hem werd geschreven dat hij als burgemeester van Den Haag in tien maanden populairder was geworden dan zijn voorganger Albert Roest in tien jaar.
- Biografisch Portaal: 23341140
- International Standard Name Identifier: 0000 0003 9306 3686
- Nederlandse Thesaurus van Auteursnamen: 278751709
- Parlement.com: vge7dtpgvwyg
- Virtual International Authority File: 287256940
- WorldCat: E39PBJjCTYDfKF3t3CFd8CBMfq